# آزادراه ام۲۶

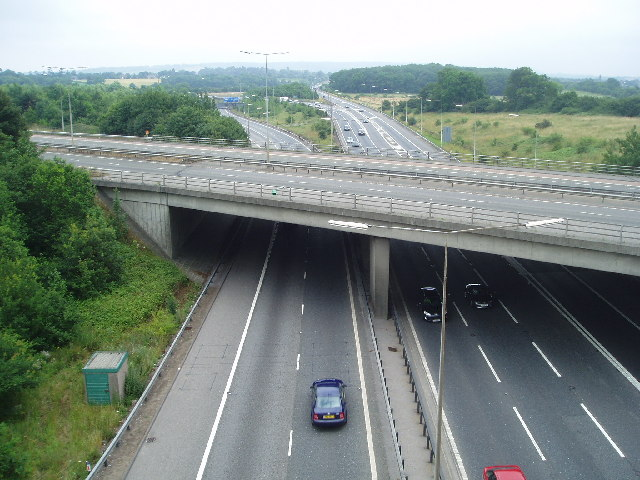
آزادراه ام۲۶

آزادراه‌ ام۲۶ (به انگلیسی: M26 motorway) یک آزادراه در کشور انگلستان است.
این آزادراه در شهرستان کنت قرار دارد و ۱۵.۹ کیلومتر (۹.۹ مایل) مسافت دارد.